# Corts de València (1357-1358)
Les Corts de València de 1357-1358, Corts Generals del regne de València, foren convocades per Pere el Cerimoniós, el 16 de desembre de 1357, a València estant, per al 30 de desembre, amb l'objectiu d'obtenir recursos per a finançar la guerra amb Castella, coneguda com la guerra dels dos Peres.
En aquestes Corts assistiren els representants de 9 localitats reials —València, Xàtiva, Morella, Morvedre, Alzira, Borriana, Ademús, Castellfabib i Alpont—; hi hagué representants d'11 membres del braç eclesiàstic —l'arquebisbe de Saragossa, els bisbes de València, Tortosa i Sogorb, els abats de Benifassà i la Valldigna, el capítol de la seu de València, el mestre de Montesa, el representant del mestre de Calatrava, i els comanadors de Montalbà i de Torrent (de l'Orde de l'Hospital)—; i del braç militar estigueren presents 28 membres, entre ells els infants Ferran i Ramon Berenguer i els nobles Pere de Xèrica i Pere d'Urgell.
Iniciades solemnement les Corts a la catedral de València el 30 de desembre de 1357 amb la proposició reial, l'assemblea es reuneix en 15 sessions, fins a la seva clausura, el 20 de febrer de 1358. L'aportació financera es negocia els primers dies, i el 10 de gener els tres estaments ofereixen al rei un ajut de 500 genets, la meitat «armats» —cavalleria pesant— i l'altra meitat «alforrats» —cavalleria lleugera—, durant dos anys, en unes condicions semblants a les establides en les Corts d'Aragó de 1357, celebrades a Carinyena. Immediatament es nomenen 10 tractadors per estament per establir el repartiment de l'ajut, substituït el 23 de gener, per no obtenir resultats, per altra comissió de 2 membres per estament, que tampoc es posa d'acord, i és el rei qui decideix el repartiment. L'1 de febrer, però, l'estament eclesiàstic presenta una queixa considerant excessiva la seva participació, i el 3 de febrer és encarregada la comissió dels 6 per tal d'arribar a un acord, i la decisió es pren el 14 de febrer: 200 genets pels nobles, 190 pel reialenc i 110 pels eclesiàstics.
... ordenam que la Cort jutge, e determen los pleyts, e qüestions que són e seran en lo regne de València segons la forma de fur de València a la letra tant solament sens alguna al·legació, o interpretació de leys, Decretals, o Decrets, o sens gloses de aquelles... E en aquelles coses que no bastarà, sia recorregut a seny natural de prohòmens de consell de cascuna ciutat, vila o loch del dit regne, hon los dits pleyts o qüestions seran.
Al mateix temps, de forma conjunta o cada estament pel seu costat, presenten una sèrie de demandes. Moltes d'aquestes peticions foren aprovades i publicades el darrer dia de Corts, el 20 de febrer: 9 furs perpetus i 3 temporals. I cinc dies després, ja acabades les Corts, encara es publiquen 6 privilegis generals i 3 a petició de la ciutat de València. Les urgències de la guerra provoquen la tornada al pactisme, mitigant l'absolutisme del rei, amb negociacions entre el monarca i uns estaments que ara actuen formant un front comú, tot i que la preeminència del braç reial encara es manté.
Els furs perpetus tracten sobre les matèries següents: canvi de datació, de l'Encarnació a la Nativitat, i l'eliminació del còmput mensual de les calendes, nones i idus; revocació del fur de 1349 sobre la condició social del governador del regne; actuacions d'ofici contra els corredors que actuen de forma fraudulenta; obligatorietat d'usar els furs per a jutjar tots els plets (2 furs); escriure les escriptures públiques en romanç i sense abreviatures; llibertat per a testar en qui es vulga; necessitat de redactar cartes públiques per tal que les excepcions presentades al pagament de deutes, vendes i rendes, tinguen efecte; i prohibició de vestits luxosos en qui no fos noble. El furs temporals versen sobre materies diverses, com la prohibició de vendre anyells en les carnisseries fins a les properes Corts; la prohibició d'acollir fugitius amb l'excusa que aniran a repoblar l'Alguer, durant 10 anys; i l'obligació de mantenir un cavall armat als nobles amb un patrimoni superior a 20.000 sous, durant 10 anys, i als ciutadans amb un patrimoni de 20.000 sous, durant 5 anys.
Els 6 privilegis generals concedits tracten de diverses qüestions: sobre la territorialitat de la justícia; sobre la reducció de les despeses dels oficials reials; sobre l'establiment de fiances en processos legals; sobre reducció de les penes de quart; sobre l'anul·lació de la taxes reials en l'exportació d'arròs fora de la Corona i sobre la pesca, en dos privilegis. I els privilegis, a instàncies de la ciutat de València, tracten sobre la revocació d'utilitzar un mesurador per a la venda de carbó; sobre el control per part del batlle general i els jurats de la ciutat de la distribució de les aigües de les séquies de l'horta de València; i sobre el nomenament de dos experts (mercader i marí), com a cònsols de mar.